# Antikkens slutning
Spørgsmålet om antikkens slutning har i århundreder beskæftiget de lærde. I ældre forskning blev antikkens slutning ofte dateret til rigsdelingen 395 – eller med afsættelsen af den sidste vestromerske kejser Romulus Augustulus 476, med nederlaget i Syagrius mod Klodevig 486 eller sat til året 529 hvor det første benediktinerkloster blev grundlagt og det platonske akademi i Athen blev lukket af Justinian 1. I forskningstraditionen inden for de sidste årtier har det vist sig meningsfuldt at datere noget senere: den østromerske kejser Justinians død 565, longobardernes indfald i Italien 568 eller den islamiske ekspansions begyndelse 632.

## Periodisering

### Generelt
At ville bestemme en afslutning på antikken fører som alle periodiseringer til problemer. Enhver fastlæggelse af et "sluttidspunkt" er til en vis grad vilkårlig da den er afhængig af hvilke fænomener der anses for væsentlige for antikken. Således kan for eksempel Middelhavsområdets kulturelle og politiske enhed, den etniske dominans af grækere og romere, et økonomisk system baseret på slaveri (en ansats der næsten kun antages af marxistiske forskere, som imidlertid overså at slaveri også var vidt udbredt i middelalderen), en bestemt dannelsestradition eller det polyteistiske hedenskab betragtes som karakteristisk for denne epoke. Derudover er det af betydning hvilken region man her i tankerne, da ikke alle udviklinger indtrådte overalt – henholdsvis på samme tid. En objektiv definition er derfor næppe mulig. Desuden er epoker ifølge nærmest samstemmende overbevisning hos dagens historikere kun konventioner eller forenklinger for at ordne historiens ellers uoverskuelige stofmængde. Den italienske filosof Benedetto Croce (1866–1952) mente sågar at de blot var af mnemoteknisk interesse. Dertil kommer at historiske ombrydninger, der i tilbageblik lader sig udmønte eller sammenfatte  i epokegrænser, ikke nødvendigvis blev opfattet sådan af de samtidige, da det ofte først er senere generationer der kender følgerne af bestemte begivenheder og erkender årsagssammenhænge og er i stand til at fremstille disse.

### Kontinuitet
Fastlæggelsen af et sluttidspunkt for antikken vanskeliggøres især af at senantikken må anses for en overgangsperiode. Senantikken som oldtidens sidste afsnit udgør i sig selv en slags "antik efter antikken". På den ene side var der tale om en endnu tydelig kontinuitet tilbage til den tidligere antik, på den anden side aftegnede middelalderens verden sig imidlertid allerede. Disse to epoker var især forbundet gennem samfundets sammenknytning (ty. Verklammerung) med den kristne kirke der satte sig igennem fra 4. til 6. århundrede. Kulturelt adskiller senantikken sig fra middelalderen især derved at i det mindste den dannede overklasse endnu havde adgang til den klassiske tradition (paideia) som det endnu i 6. århundrede er bevidnet af senantikke forfattere som Boëthius, Corippus, Prokopios fra Cæsarea og Agathias. Med Cassiodor († 583) begyndte overgangen fra antikken til middelalderens monastiske bogproduktion. Først i den karolingiske renæssance blev der igen kopieret klassiske tekster som havde overlevet nedgangen i litteraturen.
I øst kom det ikke til et lige så radikalt brud med den antikke tradition som i vest. Det østromerske hhv. byzantinske rige eksisterede endnu til Konstantinopels fald i 1453. Byzantinistik omfatter eller betegner derfor omtrent det samme tidsrum, som i det vestromerske rige regnes for senantikken – også som tidlig-byzantinsk. For den østlige del har begge betegnelser stort set samme betydning. Imidlertid er der også i østen betragtelige forskelle mellem tilstandene i 4. til 6. århundrede og den efterfølgende middel- og senbyzantiske tid. I østriget er der foruden den arabiske ekspansion også den endegyldige fortrængning af latin med græsk som embedssprog omkring 625 at betragte som et afgørende indsnit. Begge begivenheder fandt sted under kejser Herakleios hvorfor antikkens slutning i de sidste år tiltagende er blevet forbundet med ham. Kort tid senere ændredes grundlæggende også den politiske struktur i det tilbageværende rige, og det mistede sin senromerske karakter.
Det germanerrige, der i 5. og 6. århundrede var fulgt efter det vestromerske rige, accepterede i reglen endnu længe østromersk overhøjhed. Deres herskere stræbte efter kejserlig anerkendelse og tildeling af romerske titler. Suverænitet kunne til ind i 6. århundrede kun kejseren og sassanidernes storkonge påberåbe sig; kun de havde ret til at få deres portræt præget på mønter: endnu i 6. århundrede satte de fleste germanerhøvdinge kun deres eget portræt på sølvmønter. Alt dette ændrede sig først grundlæggende i 7. århundrede da den østromerske kejser på grund af angreb fra persere og arabere var blevet for svækket til at være aktiv i vesten. Den arabiske invasion ødelagde endegyldigt den ganske vist kun betingede enhed i middelhavsområdet. Også kontakten mellem Konstantinopel og vesten svækkedes nu betydeligt, og fjernhandelen brød i stor udstrækning sammen.

### Overgangen
Arabernes angreb fremskyndede i Østrom undergangen for det senantikke senatsaristokrati og førte til en udstrakt tilbagegang for den antikke dannelse. Rigets vidtgående militære og økonomiske sammenbrud efter 636 bragte også med sig den endegyldige afslutning på den klassiske by, polis, som havde præget middelhavsområdet siden arkaisk tid (ca. 700 til ca. 500 f.Kr). I stedet udviklede mange byer sig til fæstningsbyer (kastron). Udviklingen af den byzantinske temaordning (byzantinsk forvaltning), der til slut førte til opløsningen af adskillelsen mellem militær og civil forvaltning, betød også på det administrative område til slut et tydeligt brud med den senantikke tradition.
Den "transformation", som forløb sammen med antikkens slutning var på mange måder forbundet med vold, ødelæggelse og økonomisk nedgang. dette her Bryan Ward-Perkins og Peter J. Heather betonet i deres nyeste fremstillinger, som til dels kan læses som et modudkast til repræsentanterne for nyfortolkningen hos Peter Brown og Averil Cameron. Ward-Perkins og Heather indrømmer dog at antikken i det romerske østen, der først oplevede et økonomisk forfald efter 600, har varet betydeligt længere end i vesten, hvor det i 400-tallet skulle være kommet til en "civilisationens ende" (Ward-Perkins).
Forskningslitteraturen har nu nået et omfang der knap lader sig håndtere. På mange punkter har det ikke været muligt at nå til enighed. Mange ældre opfattelser er nu uholdbare, og dog er det ofte ikke lykkedes at finde overbevisende alternativer. Til de især heftigt diskuterede spørgsmål tæller blandt andet dem der vedrører kejserdømmets sammenbrud i vest. Også Henri Pirennes opfattelse at Middelhavet som en enhed først ophørte i 7. århundrede, har stadig tilhængere. Enkle svar og almengyldige udsagn er dog i lyset af den tiltagende forskning i senantikken næsten blevet umulig.

## Antikkens slutning i de forskellige regioner

### Britannien
I Britannien kan slutningen på det romerske overherredømme og dermed slutningen på antikken sættes til et relativt tidligt tidspunkt. Allerede 383, 401 og 407 blev store dele af de romerske tropper trukket tilbage. Da den vestromerske kejser Honorius overlod de romerske borgere på øen til deres skæbne, måtte de gribe til selvhjælp. Der findes enkelte indicier på at øen derefter endnu en gang kortvarigt kom under romersk herredømme – et ønske om hjælp til den romerske feltherre Aëtius 446 er således det sidste tegn på romersk tilstedeværelse i Britannien. Snart derefter forsvandt kristendommen også i mange regioner. I det magtvakuum som romerne efterlod, skete der en tilstrømning af især pikter fra det nordlige af øen. De angler, saksere og jyder, der omkring 440 (eller måske allerede tidligere, i slutningen af 4. århundrede) var blevet kaldt til hjælp af den romaniserede befolkning, rebellerede på et ukendt tidspunkt og tog efter lange kampe endelig landet i besiddelse, med undtagelse af Wales, Cornwall og Skotland.
Antikkens slutning var i Britannien som i det øvrige rige ikke nogen enkeltstående begivenhed, men en gradvis proces der dog med den romerske hærs rømning af øen i det mindste udgjorde en markant skillelinje. Imidlertid blev der i Wales endnu i 6. århundrede sat enkelte latinske indskrifter der sågar er korrekt dateret efter konsulat. Også litterære vidnesbyrd viser hen til at der endnu på dette tidspunkt bestod kontakter til middelhavsområdet. Den længe fastholdte antagelse af en pludselig slutning af antikken i Britannien kan vel ikke længere opretholdes, også selv om arkæologiske fund gør det nærliggende at der mange steder fandt en hurtig nedgang sted med hensyn på den materielle kultur.

### Gallien
Også i Gallien er antikkens slutning snævert forbundet med afslutningen af det romerske herredømme. Som dettes sidste repræsentant må vel anses magister militum Aegidius og hans søn Syagrius og muligvis også comes Paulus hvis præcise funktion dog er ukendt. Aegidius og Syagrius blev dog allerede af frankerne betragtet som "romerske konger". At nu ikke længere kun germanske herskere antog romerske titler, men at omvendt romerske statholdere optrådte med germanske titler, viser de ændrede magtforhold, også selv om den gallo-romerske kultur oplevede en sidste efterblomstring omkring 450. Syagrius anerkendte 476 ikke den nye herre i Rom, skireren Odoaker, og bad den østromerske kejser Zenon om hjælp. Denne var dog tilsyneladende ikke villig til eller ikke i stand til at sende hjælp til den sidste romerske repræsentant i Gallien. 486 erobrede til slut den frankiske konge Klodevig Syagrius' rige. Denne flygtede til vestgoterne, men blev snart derefter udleveret og dræbt af frankerne. At de galliske kristne accepterede Klodevig som afterfølger til de romerske herskere, markerer ifølge flere forskere slutningen på antikken i Gallien. Andre lader derimod først den senantikke fase i Gallien slutte med Klotars død 561.

### Hispania
I Hispania kan antikkens slutning tidligst sættes til omkring 460 hvor en vestromersk kejser Majorian for sidste gang betrådte hispanisk jord, men hans felttog mod vestgoterne havde dog ikke nogen videre virkning. 468 afsagde vestgoterne under kong Eurich rigsfællesskabet og Hispania var nu til ind i 6. århundrede fast i germanske hænder. Først i 533 erobrede tropper fra den østromerske kejser Justinian Balearerne og Gibraltar. 553 var også Cordoba, Cartagena og Malaga kommet under østromersk kontrol. Justinian udnævnte sågar en særlig magister militum Spaniae, der var ansvarlig for beskyttelsen af Østroms sydspanske områder. 625 tabtes disse imidlertid igen til vestgoterne. Efter at sveberne allerede længe havde hersket i Nordspanien, var antikkens slutning nu også kommet til Sydspanien. Spor af romersk kultur og retstradition hos vestgoterne (sml. Codex Euricianus), og udviklingen af et romansk sprog, spansk, viser dog stadig tilbage til antikken. Af denne grund antager enkelte forskere en romersk-gotisk symbiose på den iberiske halvø og sætter her først senantikkens slutning med den mauriske erobring 711.
Flertallet af oldidsforskere lægger dog snittet i 6. århundrede omkring vestgoternes overgang til katolicismen 589. I middelalderforskningen hører allerede det senromerske Hispania (fra 5. århundrede) til genstandsområdet; det forholder sig på samme måde med Gallien og Italien.

### Nordafrika
Antikkens slutning indledtes for den romerske provins Africa i 429 da vandalerne under Geiserik erobrede store dele af provinsen. 432 faldt Hippo Regius, Augustins hjemby, og 439 endelig Kartago der stadig var en af de største byer i Middelhavsområdet. 442 blev Geiserik også officielt anerkendt af kejser Valentinian III som en halv-suveræn herre over Nordafrika. 455 plyndrede vandalerne sågar Rom, og Geiserik forhindrede flere gange en romersk flåde i at lande i Africa. Alligevel plejede man romerske vaner også under germanske herskere; således virkede forfattere som Priscian, Fulgentius eller Corippus under vandalerne eller fik deres uddannelse på denne tid. 533/34 kunne så den romerske feltherre Belisar erobre Nordafrika tilbage. Kejser Justinian udnævnte straks en prætorianerpræfekt og en hærmester for det erobrede område. Men det varede til 551 før Africa var endelig sikret for det østromerske rige. Det kom vel kun i begrænset omfang til en genopliven af antik romersk kultur; det litterære liv og byggevirksomheden gik mange steder næsten i stå, skønt udgravninger i nyeste tid her har bevirket en noget gunstigere vurdering. I hvert fald kunne Herakleios endnu 610 benytte Africa som basis for sin magtovertagelse i det østromerske rige. Først med arabernes opdukken efter 647 sluttede antikken endegyldigt her. Karthago faldt 698, kort derpå forsvandt også den nordafrikanske kristendom, og mange byer blev opgivet.

### Italien
Antikkens slutning i Italien var en proces der begyndte 454 med det vestromerske riges kollaps efter mordet på hærmesteren Flavius Aëtius. I de følgende år blev Italien kontrolleret af germaneren Ricimer, og de kejsere der blev indsat var ikke meget mere end marionetter. Med afsættelsen af den sidste romerske kejser Romulus Augustulus af Odoaker 476 nåede denne proces et første højdepunkt. Endnu bestod dog de antikke strukturer videre : der fandtes fortsat et romersk senat og en bypræfekt, praefectus urbi. Der blev også fortsat valgt konsuler. Endnu Odoakers efterfølger, østgoteren Teoderik, omgav sig med romerske rådgivere. Hans efterfølgere kom dog i konflikt med den østromerske kejser Justinian. Den af ham 535 foranstaltede tilbageerobring af Italien synes at have givet den antikke kultur en genopliven. Den østromerske erobring var dog ikke varig. Især medførte den anden goterkrig fra 541 slutningen på den vestromerske senatorstand, der havde været bærer af den antikke kultur. Med longobardernes indfald 568 var den sidste fase af antikken i Italien indledt og varede til ind i 7. århundrede. Det sidste antikke monument på Forum Romanum i Rom er søjlen af den østromerske kejser Phokas (602–610) – en sidste offensiv i Italien under Konstans II mislykkedes 663.

### Den romerske orient
I den romerske orient, der var organiseret i "stifter", diözese : Aegyptus og Oriens, kom antikkens slutning først sent – med den islamiske ekspansion fra 632. Enden på det romerske herredømme havde dog allerede aftegnet sig i begyndelsen af 7. århundrede da persiske tropper under kong Khrosrau II erobrede store dele af området og især forårsagede store skader på økonomien. Også Det Sande Kors, et af de kostbareste kristne relikvier, faldt i persernes hænder. Nu sluttede også tiden for den senantikke græske og syriske litteratur, der endnu i 6. århundrede havde frembragt bemærkelsesværdige religiøse og profane værker. Herakleios kunne 627 ganske vist slå Khrosraus tropper, og 629/630 endnu en gang vinde Orientprovinserne tilbage til riget, men kunne dog ikke holde dem mod de indfaldende arabere. Disse havde inden for nogle få år erobret det persiske sassaniderrige og vendte sig nu mod det østromerske rige. 636 faldt den syriske metropol Damaskus, 642 den ægyptiske hovedstad Alexandria. Inden for de næste årtier etablerede islam sig med det arabiske sprog i den tidligere romerske orient; antikken var dermed også her nået til sin slutning, selv om overgangene var endnu mere flydende end andre steder.

### Persien
I Persien faldt slutningen af antikken sammen med sassaniderrigets sammenbrud. Sassanidernes nypersiske rige, som 224 afløste Partherriget, havde gennem hele senantikken været en ligeværdig modstander til romerriget. Under Khosrau II (590–628) nåede det endnu en gang til ny storhed. Perserne erobrede Ægypten og Syrien, der i mere end seks århundreder havde været under romersk herredømme. Da belejringen af Konstantinopel imidlertid mislykkedes 626, havde sassaniderriget overskredet sit zenit. Efter et nederlag til den østromerske kejser Herakleios i slaget ved Nineve og efter Khosrau II's død kunne de hyppigt skiftende herskere ikke længere knytte an til sassanidernes tidligere magt. Efter Muhammeds død satte den islamiske ekspansion ind med fuld kraft, hvilket knækkede nakken på det skrantende imperium. To ødelæggende nederlag ved Kadesia 636 og Nehawend 642 beseglede Persiens skæbne. Senest 651 med den sidste persiske storkonges død, Yazdegerd III, var slutningen på antikken også kommet hertil.

### Lilleasien
I Lilleasien indfandt antikkens slutning sig relativt sent, og et nøjagtig sluttidspunkt er det her kun vanskeligt at give. Overgangen fra det senantikke østromerske rige til det mellembyzantinske rige fuldbragtes imidlertid i 7. århundrede. Især blev halvøen truet af sassaniderne, som kejser Herakleios dog kunne slå tilbage, men derefter fra 630'erne af araberne. Under indtryk af disse ydre trusler ændrede rigets forvaltningsstrukturer sig. I Lilleasien opstod thema-områderne Anatolikon og Armeniakon, i hvilke militær og civil magt igen var forbundet, mens senantikken havde været præget af en adskillelse af disse områder.
I ældre forskning blev denne forvaltningsform tilskrevet Herakleios, men er senere snarere blevet forbundet med hans barnebarn Konstans II; begyndelsen på themerne bliver derfor ofte fremstillet som forsøg på at genoprette de hærenheder der indtil omkring 640 havde forsvaret Armenien og Orienten (gr. Anatolé). Kristendommen havde i Lilleasien allerede længe i stor udstrækning sejret over de antikke hedenske kulter (endnu under Justinian havde Johannes af Efesos, ca. 507-586, ladet 80.000 gammeltroende døbe), og tillige blev latin nu endegyldigt fortrængt af græsk. Også det kulturelle liv var underlagt denne transformationsproces: mange byer forfaldt i 7. århundrede eller blev omdannet til små fæstningsbyer, de såkaldte kastra.

### Balkan
På Balkan, der i senantikken var inddelt i de tre forvaltningsområder (διοίκησις, dioecesis)Macedonia, Dacia og Thracia, må antikkens slutning sættes til et senere tidspunkt, idet det gentagne gange med penge og forhandlingssnilde lykkedes den østromerske kejser at aflede eller omdirigere angribende germanske stammer mod vest, (også) selv om Balkanprovinserne i 5. og 6. århundrede gentagne gange blev hærget. Efter Justinian mistede det østromerske rige dog mere og mere sin antikke karakter. Betydningen af latin blev nu også på Balkan trængt tilbage af græsk. Også den græske polis og de romerske byer som i århundreder havde præget Balkan, mistede stadig mere betydning (se kastron). Samtidig truede med slaverne en ny modstander Balkan (se også Sklavinien), som efter omkring 580 overgik til en vedvarende bosættelse, der kun midlertidigt kunne forhindres ved Maurikios' Balkan-felttog. Antikkens slutning kan her sættes ved overgangen til 7. århundrede. Det blev endeligt beseglet ved flere faktorer: Slavernes erobring af land på Balkan, udviklingen af det østromerske rige til det byzantinske rige under kejser Herakleios, og afløsningen af den antikke forvaltningsstruktur med indførelsen af den byzantinske thema-forvaltning.

### Donauområdet
I Donauprovinserne af det vestromerske rige, Raetien, Noricum og Pannonien, kan man sætte antikkens slutning til ophøret af den romersk prægede forvaltning. I Pannonien indtraf det relativt tidligt, skønt man kan eftervise en kontinuitet i romersk bosættelse til omkring 670. Allerede ved slutningen af 4. århundrede blev der her anlagt bosættelser af germanske og hunnerske foederati. Romersk herredømme kunne blot genindføres omkring 410 endnu en gang for få år, indtil Pannonien i årtier kom under kontrol af hunnerne. Ved århundredets midte blev det udgangspunkt for Attilas offensiv. I Noricum var romerne til stede i længere tid. Som det kan udledes af den hellige Severin af Noricums Vita, blev området først rømmet i slutningen af 480'erne under Odoaker. Store dele af den romersk prægede befolkning forlod dog efter de fleste historikeres mening ikke Noricum under det germanske herredømme. Udviklingen i Raetien forløb på samme måde, den sydlige del af den tidligere provins forblev dog endnu under Odoakers efterfølger Teoderik romersk præget. Antikkens slutning kan vel her sættes til omkring 506 med alemannernes vedvarende bosættelse, hvis ikke først med afslutningen af den østgotiske kontrol med området 535; mange enkeltheder vedrørende Raetiens historie i senantikken er imidlertid i forskningen stadig omstridt.

## Traditionelle dateringer

### 476
Man har lejlighedsvis i ældre forskning anset rigsdelingen efter kejser Theodosius' død 395 for at være den afgørende skillelinje. Dog blev der tidligere oftere som et skelsættende år fremdraget afsættelsen af Romulus Augustulus og det vestromerske riges ophør 476. Denne opfattelse er især udbredt i ældre læredoktriner (ty. Lehrmeinung), for eksempel i Otto Seecks seksbinds værk Geschichte des Untergangs der antiken Welt. Der rejste der sig dog i fagkredse indvendinger, som for eksempel Ernst Kornemann (1868-1946) og senere Adolf Lippold (1926-2005). Også Alfred von Gutschmid (1831–1887) satte antikkens slutning til et senere tidspunkt.
Forestillingen om et epokeskifte ved 476 kommer først til syne i kilderne over 40 år senere, første gang hos Marcellinus Comes († efter 534) som omkring 520 skrev: Det romerske folks vestlige rige er gået under med denne Augustulus. Lignende vurderinger findes hos Eugippius († efter 533), Prokopios af Caesarea og Jordanes. Dem fulgte krønikeskrivere fra tidlig middelalder som Beda Venerabilis († 735) og Paulus Diaconus († o. 799).
Det synes imidlertid i dag mere end tvivlsomt om mennesker dengang ligeledes har opfattet dette år som en skillelinje. Der var ikke længere en kejser i Ravenna, men dette betød blot at herskabsretten over vesten nu overgik til den østromerske kejser. Endnu Justinian I († 565) ville også virkeliggøre denne fordring. I den nyere forskning bliver 476 derfor ikke længere tilmålt så stor betydning som tidligere. Man går snarere ud fra at 476 blev bragt i spil som et skelsættende år for at give de østromerske kejsere en legitimation for at bringe det forældreløse vesten under deres direkte styre. I social- og kulturhistorisk henseende danner afsættelsen af kejseren i vest ingen skillelinje. De fleste moderne fremstillinger af senantikken rækker derfor ud over året 476.

### 565
Ofte betragtes Justinians regeringstid (527–565) som en vigtig skillelinje. Han stod helt i traditionen fra antikke romerske kejsere, hvad der bliver tydeligt i hans universelle herskabsopfattelse. Justinian havde som den sidste med titlen augustus latin som modersmål; han bedrev tillige en politik der åbenlyst havde som mål at genetablere riget med de gamle grænser (restauratio imperii) hvad der også lykkedes kortfristet. Kulturelt ses skete der et vist brud i hans regeringsperiode derved at han omkring 529 beordrede lukningen af det platonske akademi i Athen, hvorved en nihundredeårig hedensk-filosofisk dannelsestradition (paideia) bragtes til ophør, og heri har dannelseshistorisk orienterede videnskabsfolk tidligere set en markering af antikkens slutning. Imidlertid virkede også efter 529 endnu adskillige betydelige filosoffer i den antikke tradition, for eksempel Simplikios († o. 560), og den alexandrinske skole bestod til ind i 7. århundrede: man kan altså næppe tale om et ægte brud; lukningen af skolen i Athen må snarere vurderes kun at have symbolsk karakter.
Af nutidige oldtidshistorikere, og især i Tyskland, bliver antikkens slutning for det meste placeret på et senere tidspunkt: ved det sidste store folkevandringstog med longobardernes indfald i Italien 568 med Alboin som leder, kun tre år efter Justinians død, således at 560'erne kan markere et vendepunkt for hele middelhavsområdet. Herved fås året 565, Justinians dødsår, som det for øjeblikket mest anvendte år. Dette år blev allerede anvendt af Alfred von Gutschmid († 1887) som antikkens slutning og får netop i disse år opbakning i den tysksprogede forskning (for eksempel Alexander Demandt, Heinz Bellen, Jens-Uwe Krause, Jochen Martin eller Hartwin Brandt). 560'erne udgør i det mindste en skillelinje for vest- og middeleuropa.

### 632
Henri Pirenne – belgisk historiker, † 1935 – så arabernes begyndende indfald i middelhavsområdet 632 og de deraf følgende handelsmæssige følger som skillelinjen mellem den antikke verden og Middelalderen. Hans tese, at det var islamiske sørøvere der havde ødelagt "Middelhavsverdenes enhed", anses for imødegået, da den ikke vurderes at være tilstrækkelig understøttet af kilderne. Det synes imidlertid rigtigt at der i 7. og 8. århundrede var en markant tilbagegang i handelsmæssige, kulturelle og politiske forhold mellem det østlige og vestlige middelhavsområde, og at der indfandt sig en økonomisk tilbagegang i vesten, også selv om det ikke var af den af Pirenne angivne grund (Pirenne-tesen). At kontakten mellem Østrom og vesten i begyndelsen af 7. århundrede var ganske beskeden, bestrides knap længere.
For det østromerske rige var arabernes angreb et voldsomt indsnit, idet imperiet inden for kort tid blev indskrænket til Balkan og Lilleasien og også under det ydre tryk mistede mange romersk-antikke traditioner. Med kejser Herakleios (610–641) sluttede således den senromerske fase i det østromerske rige. Resterne heraf forvandlede sig derefter til det middelalderlige Byzans.
Især i det anglo-amerikanske område er den tendens fremherskende tidligst at sætte antikkens slutning til afslutningen af Justinians regeringsperiode 565, således for eksempel Averil Cameron og John Bagnell Bury. Da man i de seneste år – også på grund af et bedre kildegrundlag – har beskæftiget sig med den østlige del af det romerske rige, hvor antikke strukturer som nævnt holdt sig længere end i vesten, har mange angelsaksiske forskere foretrukket sene dateringer. Det sidste bind af det nye Cambridge Ancient History behandler årene 435 til 600 og Prosopography of the Later Roman Empire tiden fra ca. 260 til 641 og også Routledge History of the Ancient World slutter med året 600. En nyere fremstilling af Stephen Mitchell udstrækker senantikken til Herakleios' død 641.
Også i det tysksprogede område er især yngre forskere begyndt i stigende grad at gå ud over året 565 som skillelinje. Her havde allerede Ernst Kornemann, der tidligere som andre tyske forskere plæderede for et udstrakt overgangstidsrum mellem antikken og middelalderen („…Zeitraum mit dem Januskopf…“), i sin store Weltgeschichte des Mittelmeerraumes og i Römischen Geschichte regnet Herakleios tid til senantikken.
For Østrom synes en udvidelse af epoken til 632 henholdsvis 641 meningsfuld og vinder i stigende grad tilslutning, da her vel først arabernes indfald markerer det afgørende indsnit. De arabiske tropper erobrede derved ikke blot den romerske orient, men ødelagde også sassanidernes nypersiske rige, som gennem hele senantikken ved siden af romerriget havde været en betydende magtfaktor, og det bliver derfor af nogle oldtidhistorikere (som for eksempel Josef Wiesehöfer, Erich Kettenhofen, Ze’ev Rubin eller Michael Whitby) inddraget i udforskningen af epoken. Derimod er begivenheder efter 568 knap af interesse for de oldtidshistorikere hvis tyngdepunkt ligger på vesteuropæisk historie.

## Overgangen til middelalderen
I vesten må man snarere regne Teoderik den Stores tid til antikken end til middelalderen; det er her ikke muligt at fastsætte et præcist tidspunkt for antikkens slutning. Antik kultur lader sig eftervise i Italien frem til longobardernes indfald, og det romerske senat forsvinder først ud af kilderne mod slutningen af sjette århundrede. På lignende måde i Gallien knytter de tidlige merovinger an til den antikke arv. Man må således tale om en overgangsfase der havde forskellig udstrækning i de forskellige regioner. I vesten kom det især omkring 500 til en ophobning af brud og dramatiske ændringer, i østen skete dette snarere omkring 600.
Ar sætte epokegrænsen senere end i 7. århundrede er næppe meningsfuldt. Man kan også vende problemet om: mange mediævister der beskæftiger sig med den tidlige middelalder – som for eksempel Friedrich Prinz, Hans-Werner Goetz, Patrick Geary, Walter A. Goffart, Herwig Wolfram, Chris Wickham, Ian N. Wood og andre – griber tilbage til senantikken for at forklare ændringer i den tidlige middelalder. Det synes uomtvisteligt at der trods mange brud også er mange kontinuitetslinjer mellem antikken og middelalderen.
Det må ikke glemmes at det tilbagevendende i middelalderen bevidst blev forsøgt at knytte an til antikken. I menneskenes bevidsthed var der ikke tale om et brud, man anså sig givetvis for tilhørende (sen?)antikken. Et nøglebegreb her er Translatio imperii, overgangen af den vestromerske kejserværdighed til frankerne under Karl den Store og "tyskerne" under Otto den Store. Det Hellige Romerske Rige bar dette navn til dets ophør 1806. Også i kulturel henseende var der ofte forsøg på at genoplive antikkens tankegods: Den karolingiske renæssance omkring 800 reddede mange antikke værker for efterverdenen. Den mest virkningsfulde af disse forsøg på antikkens "genfødsel" er den italienske renæssance i 14. og 15. århundrede som indledte hvad der ofte betegnes som "nyere tid".